# Фекур, Анри
Анри Фекур (23 ноября 1880, Безье Франция — 13 августа 1966, Нейи-сюр-Сен, О-де-Сен, Франция) — французский кинорежиссёр, сценарист, продюсер.

## Биография
Марселин Анри Фекур родился 23 ноября 1880 года в Безье (департамент Эро во Франции). Получив юридическое образование, работал журналистом и музыкальным критиком.
В 1912 году Фекур поступил на службу в фирму «Гомон», где благодаря поддержке Луи Фейада получил первую самостоятельную постановку. После ряда банальных короткометражных лент поставил «Фантазию миллиардера» (1912) и «Большого сеньора» — первые фильмы, которые имели собственный творческий почерк. Потом срежиссировал «Потерянное счастье», «Париж — Санкт-Петербург», «Тридцать пять первого» — фильмы, отмеченные поисками параллельного монтажа и способов развязки интриги.
После Первой мировой войны Анри Фекур ставит свои самые значительные фильмы, придерживаясь правил многосерийного киноромана — «Отверженные» (1925), который стал одной из лучших экранизаций романа Виктора Гюго, а их с момента изобретения кино было десять, и новую версию «Монте-Кристо» (1929). Среди других заметных фильмов Фекура 1920-х годов: «Матиас Сандорф» (1920), «Рулетабиль у цыган» (по роману-фельетону, напечатанным в газете «Матен», 1922), «Мандарин» (1923), «Закат» (1927) и др.
После прихода звука Анри Фекур длительное время не работал и вернулся в кино лишь в конце 1930-х годов, представив три звуковые ленты: «Южный бар» (1938), «Лицом к судьбе» (1939) и «Возвращение пламени» (1942) — высокопрофессиональный, но малоинтересный с художественной точки зрения фильм.
Анри Фекур — автор нескольких книг о театре и одной из лучших книг по истории французского кино «Вера и горы, или Седьмое искусство в прошлом» (фр. La Foi et les Montagnes ou le 7e art au passé).
Умер Анри Фекур 13 августа 1966 года в Нейи-сюр-Сене (департамент О-де-Сен, Франция).

## Фильмография (выборочная)
Режиссёр
| Год  | Русское название        | Оригинальное название                       |
| ---- | ----------------------- | ------------------------------------------- |
| 1912 | Париж — Санкт-Петербург | Paris-Saint-Pétersbourg, minuit trente-cinq |
| 1921 | Матиас Сандорф          | Mathias Sandorf                             |
| 1922 | Рулетабиль среди цыган  | Rouletabille chez les bohémiens             |
| 1923 | Мандарин                | Mandrin                                     |
| 1925 | Отверженные             | Les misérables                              |
| 1927 | Мероприятие             | L’occident                                  |
| 1928 | Мальтийский дом         | La maison du Maltais                        |
| 1929 | Монте-Кристо            | Monte Cristo                                |
| 1930 | Дом со шпилем           | La maison de La Flèche                      |
| 1938 | Мероприятие             | L’occident                                  |
| 1938 | Южный бар               | Bar du sud                                  |
| 1939 | Только я вас люблю      | Vous seule que j’aime                       |
| 1939 | Лицом к судьбе          | Face au destin                              |
| 1942 | Возвращение пламени     | Retour de flamme                            |

## Публикации
- Henri Fescourt, La Foi et les Montagnes ou le 7e art au passé, Paul Montel éditeur, 1959, prix Armand-Tallier 1961 du meilleur livre de cinéma

## Ссылка
- Фекур, Анри (англ.) на сайте Internet Movie Database (англ.)
- Биография Анри Фекура на сайте ARTE.tv (нем.)